# Kochkunst

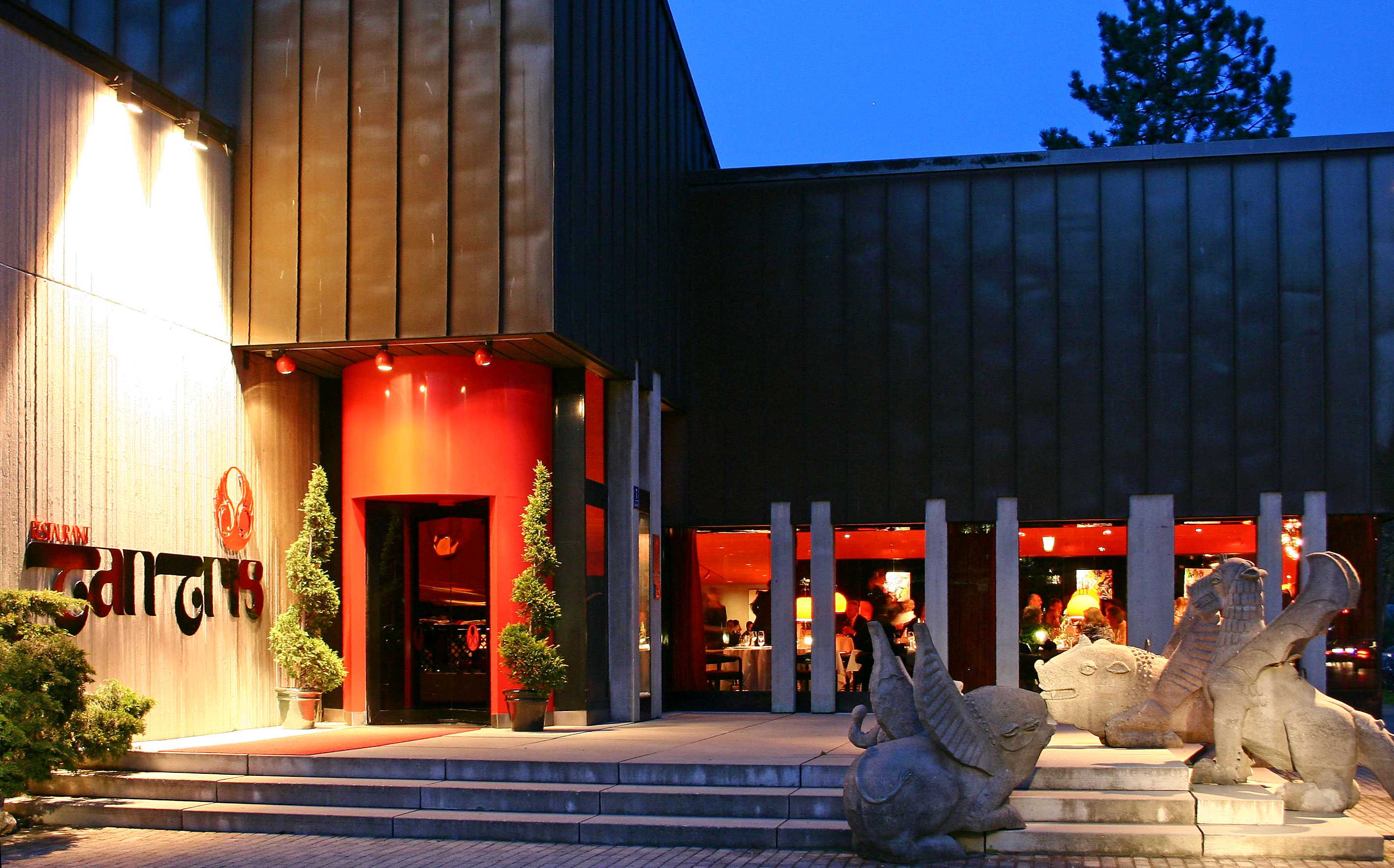
Das Münchener Tantris – eines der ersten Sterne-Restaurants in Deutschland

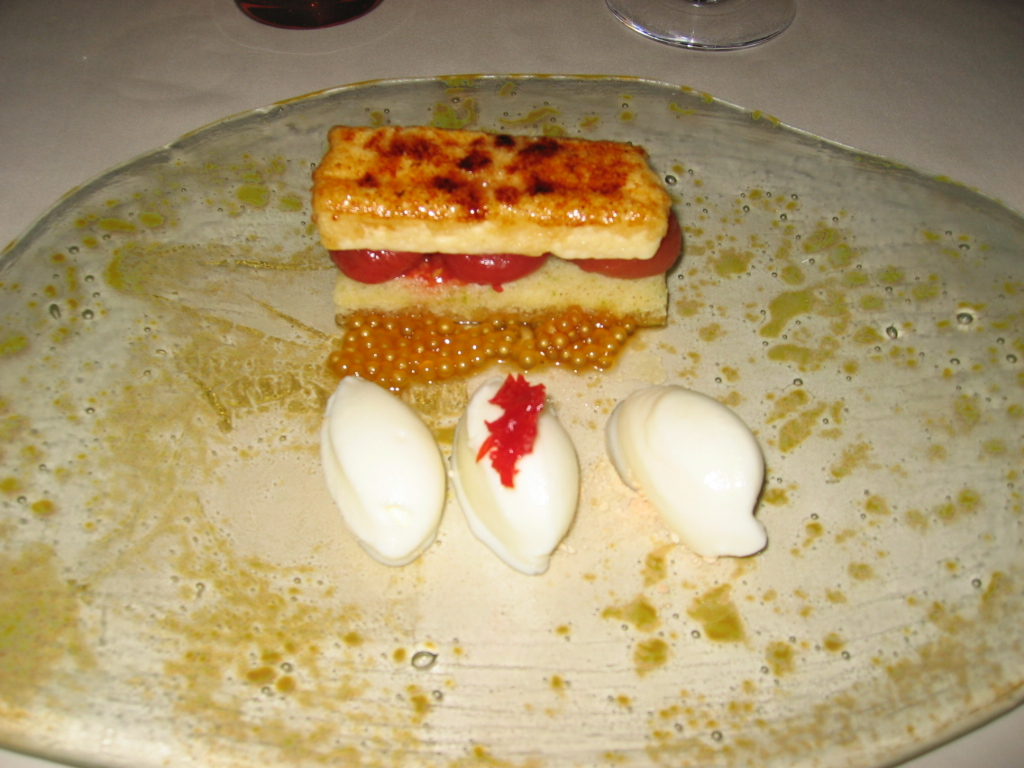
Ein Dessert in der Auberge de l’ill von Paul Haeberlin (†)

Die Kochkunst (auch Kulinarik genannt) ist das Handwerk, bei dem aus Lebensmitteln wohlschmeckende und optisch ansprechende Speisen zubereitet werden. Das ledigliche Erhitzen einer Flüssigkeit bis zum und am Siedepunkt und das Garen oder Zubereiten von Lebensmitteln allgemein – unabhängig von der Zubereitungsart wie zum Beispiel Braten oder Grillen – wird als Kochen bezeichnet.

## Begriff
Der Begriff Kochkunst beinhaltet alle handwerklichen Vorgänge bei der Auswahl und dem Kauf der Zutaten, die Herstellung der Mahlzeit, ihre Vorbereitung, die Benutzung der Arbeitsgeräte, die Kochmethoden und das Servieren. Sie ist ein zentraler Bestandteil der Gastronomie. Von der Kochkunst unterschieden wird der allgemeine Vorgang des Kochens. Schriftliche Darstellungen der Kochkunst befinden sich in Kochbüchern.
Mit dem Adjektiv kulinarisch wird in der Esskultur alles bezeichnet, was die Nahrungsaufnahme als Kulturphänomen betrifft, während die Kulinarik die Kochkunst als solche bezeichnet. Sie stammt vom Ausdruck „zur Küche gehörig“ (lateinisch culinarius) und bedeutet „auf feiner Kochkunst beruhend“.

## Geschichte der europäischen Küche
Die Kochkunst war jahrhundertelang vor allem dem Adel vorbehalten, der eigene Köche beschäftigte. In der Zeit vor der Renaissance hatten alle Kulturen und Regionen Europas eigene Gerichte, Stile und Kochgewohnheiten, die hauptsächlich auf den regional verfügbaren Lebensmitteln sowie einer beschränkten Menge an Gewürzen und anderen Handelsgütern basierten. In jener Zeit entwickelten sich in Europa die deutsche Küche, französische Küche, griechische Küche, italienische Küche oder spanische Küche. Sie alle brachten nationale Eigenheiten hervor, die erst Mitte des 20. Jahrhunderts von anderen Ländern adaptiert wurden.
Mit der Entdeckung neuer Länder, der Zunahme des globalen Handels, der Verbesserung der landwirtschaftlichen Produktion und durch neue Möglichkeiten der Konservierung und Lagerung der Lebensmittel entstanden neue Gerichte und bekannte Speisen wurden weiterentwickelt. Besonders im 20. Jahrhundert verbesserten sich die Produktion, der Transport und Handel, die Aufbewahrung und Aufbereitung von Nahrungsmitteln enorm. Seither verbreiten sich Speisen, Rezepturen und Zutaten weltweit (beispielsweise Bratwurst, Pizza, Sushi oder Döner Kebab).

## Weitere nationale Küchen
Klassisch ist die asiatische Küche (chinesische Küche, indische Küche, japanische Küche oder thailändische Küche), eine Adaption vieler Einflüsse reflektiert die amerikanische Küche.

## Wegbereiter der europäischen Kochkunst
- Guillaume Tirel (~1312–1395)
- Chiquart (um 1420)
- Bartolomeo Scappi (~1500–1570)
- Caterina de’ Medici (1519–1589)
- François-Pierre de La Varenne (1618–1678)
- François Vatel (1631–1671)
- Jean Anthelme Brillat-Savarin (1755–1826)
- Marie-Antoine Carême (1784–1833)
- Carl Friedrich von Rumohr (1785–1843)
- Henriette Davidis (1801–1876)
- Carl Ernst von Malortie (1804–1887)
- Johann Rottenhöfer (1806–1872)
- Auguste Escoffier (1846–1935)
- Paul Haeberlin (1923–2008)
- Paul Bocuse (1926–2018)
- Frédy Girardet (* 1936)
- Eckart Witzigmann (* 1941)
- Joël Robuchon (1945–2018)
- Carme Ruscalleda (* 1952)
- Hervé This (* 1955)
- Harald Wohlfahrt (* 1955)
- Alain Ducasse (* 1956)
- Ferran Adrià (* 1962)

## Kochkunstmuseum
Von 1909 bis 1945 bestand in Frankfurt am Main das Kochkunstmuseum. Das 2015 eröffnete Deutsche Museum für Kochkunst und Tafelkultur ist die nachfolgende Institution.